# Бой на Совиной Горе
Бой на Совиной Горе (польск. Bitwa na Sowiej Górze) или Бой у Батожа — одно из сражений Январского восстания в Царстве Польском. Произошёл 25 августа (6 сентября) 1863 года в окрестностях деревни Батож. 
С польской стороны участвовал отряд под руководством полковника Марцина «Лелевеля» Бореловского, поддержанный отрядом венгерских добровольцев барона Валича и частично отрядом майора Валерия Козловского (ранее им долгое время командовал Каетан «Цвек» Цешковский), общим числом более 750 человек. С русской стороны основной удар наносил отряд под командованием подполковника Иолшина, к которому незадолго до этого примкнул отряд майора Штернберга.

## Предыстория
После сражения под Панасовкой, Марцин Бореловский и Каетан Цешковский отошли на Звежинец. Там они похоронили убитых, а раненых оставили в полевом госпитале и после недолгого отдыха двинулись в северо-западом направлении на Горай. Бореловский со своим отрядом шёл через местечки Журавице и Щебжешин, а отряд Цешковского — через местечки Топульча и Ковенчин.

## Бой
Утром 25 августа (6 сентября) 1863 года отряд Бореловского расположился на отдых в Отроче, но почти сразу был атакован. Бореловский бросился в 3-ю роту, и она в рассыпном строю завязала перестрелку с наступающим отрядом подполковника Иолшина. Под её прикрытием отряд начал отходить в направлении на Батож, где соединился с отрядом Каетана «Цвека» Цешковского под командованием майора Валерия Козловского (Цешковский незадолго до этих событий заболел и был вынужден передать ему командование отрядом, а сам уехал в Галицию). На совете командиров было принято решение задержать преследователей, атаковав их в дефиле на дороге из Отроча на Батож. 1 и 3 роты стрелков заняли крутые склоны, террасами поднимавшиеся вдоль дефиле, часть отряда Козловского сопровождала обоз, а конница расположилась в тылу, в Батоже.
Преследуя постепенно отходивший арьергард повстанцев, русские войска легко овладели первыми двумя террасами, но на третьей, по свидетельству «Истории Вологодского полка» встретили весьма упорное сопротивление. Подтянув артиллерию, русские войска пошли в решительную атаку, ведя сильный огонь и постепенно охватывая повстанцев с флангов. Кавалерия повстанцев из отряда Козловского на правом фланге быстро пришла в смятение, однако стрелки 1 и 3 рот на левом  фланге, где находился сам Бореловский, некоторое время удерживали свои позиции. Вскоре Бореловский получил ранение в ногу, а затем был убит (вторая пуля попала в живот и перебила позвоночник). Затем был смертельно ранен и его начальник штаба барон Валич, венгерский гусарский майор-доброволец, который пытался восстановить порядок в стрелковых цепях. Повстанцы из отряда Бореловского запаниковали и начали разбегаться кто куда.
Отряд Козловского («цвековские»), конница и часть пехоты с обозом успели отступить по направлению к Студзянке и по большей части уцелели. Казаки, после произведенной на них кавалерийской атаки, прекратили их преследовать и удовлетворились захватом четырех телег из обоза.

## Последствия

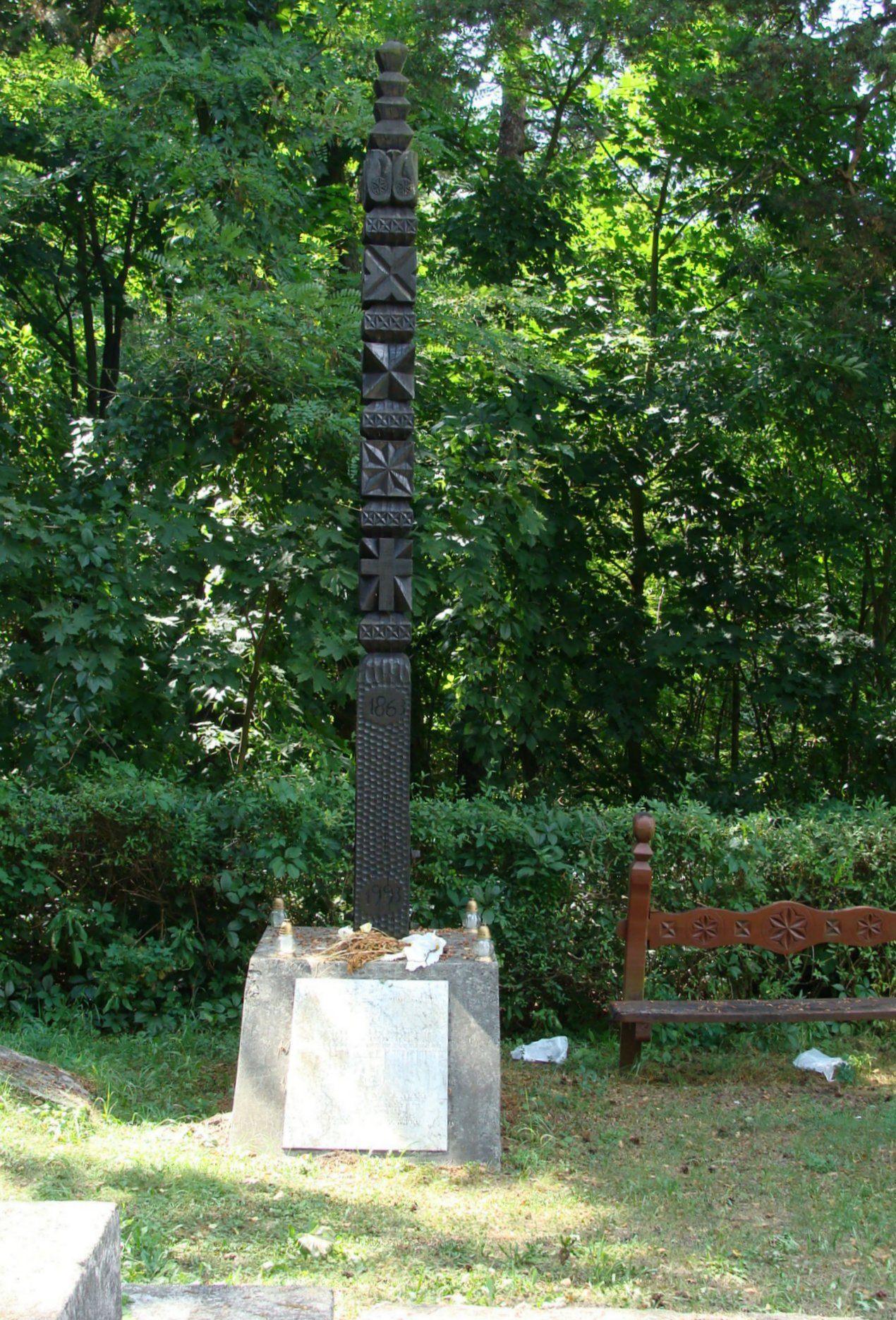
Памятник венгерским участникам польского восстания

В результате отряд Марцина «Лелевеля» Бореловского был полностью разбит. 30 повстанцев было убито, 47 ранено, 30 попало в плен (по польским данным). Уцелевшие частично сразу примкнули к отряду Козловского, частично собрались позже под командованием подполковника Грудзинского, но по большей части ушли обратно за границу, в Галицию.
Убитые, в том числе и Бореловский с Валичем, были захоронены на кладбище Батожа.

## Память
В 1933 году на месте битвы был насыпан курган и установлен обелиск с надписью «Прохожий, передай Родине, что за неё любимую, мы здесь полегли».
В 1992 году венгерской делегацией, во главе с послом Венгрии в Польше Акосом Энгельмайером, был установлен деревянный резной столб с надписью на венгерском и польском языках: «Памяти венгров, участников Январского восстания».